# (19168) 1991 EO5
(19168) 1991 EO5 là một tiểu hành tinh vành đai chính. Nó được phát hiện bởi Henri Debehogne ở Đài thiên văn La Silla ở Chile ngày 14 tháng 3 năm 1991.